# China Citic Bank
China CITIC Bank Corporation Limited (förenklade kinesiska tecken: 中信银行, traditionella kinesiska tecken: 中信銀行, pinyin: Zhōng Xìn Yínháng), är en kinesisk statlig bankkoncern och rankades år 2017 som världens 78:e största publika bolag och den tionde största banken i Kina.